# Nieves Barragán Mohacho
Nieves Barragán Mohacho (Santurce, 1975) es una cocinera española que obtuvo una estrella Michelín siendo la chef ejecutiva del restaurante Barrafina en Londres, Inglaterra. Después abrió un restaurante propio, Sabor, también en Londres.

## Biografía
Nació y creció en Bilbao, País Vasco. Su madre la apuntó a clases de cocina desde muy joven para mantenerla ocupada. Con siete años ya era capaz de preparar comidas ella misma.
Estudiaba Delineación cuando con 23 años decidió viajar a Londres para probar fortuna en el mundo de la cocina. No hablaba inglés y sus nociones culinarias eran las básicas. Empezó en la brigada de limpieza de Chef Nico siendo la única mujer en la plantilla y, poco a poco, fue abriéndose paso hasta que uno de los chefs la llamó para The Icon.
En 2003, se unió al restaurante Fino como segunda de cocina, deviniendo chef ejecutiva después cuatro años. Cuando los mismos dueños abrieron Barrafina en 2008, se convirtió en la jefa de cocina de ambos restaurantes. Barrafina fue galardonada con una estrella Michelin en 2013. En su etapa en Barrafina, escribió un recetario basado en su carta. En 2017, Barragán fue considerada como una de las 500 personas más influyentes en el Reino Unido por Debrett es, dentro de la categoría de alimentación y bebidas.
Barragán dejó Fino y Barrafina a finales de febrero de 2017, para abrir su propio restaurante.Y en 2019 fue elegida una de las mujeres clave por el Financial Times, un logro que la sitúa junto a emprendedoras, políticas y académicas de gran prestigio que han tenido un impacto especial en el mundo.
Nieves Barragán y José Etura decidieron asociarse para abrir Sabor, un local con tres ambientes diferenciados (bar, restaurante y asador) en la calle Heddon, junto a Piccadilly Circus en Londres, Inglaterra.
Durante la pandemia por la Covid-19 han lanzado 'Sabor en casa', un servicio de entrega a domicilio de menús a falta del toque final, en el fogón o el horno.

## Premios y reconocimientos
- Premio al Mejor Chef en los premios 2015 GQ Food and Drink Awards.[9]
- Premio a la difusión de la gastronomía santurtziarra. VI edición Premios Santurtzi Sariak. 2015.[10]
- Una de las 500 personas más influyentes en el Reino Unido por Debrett es, dentro de la categoría de alimentación y bebidas.[11]
- Restaurante Sabor. Segundo Mejor Restaurante del Reino Unido 2018.[12]
- Elegida por el diario británico Financial Times como una de las mujeres más relevantes de 2019.[13]
- Premio Alimentos de España por su difusión del producto nacional. 2021.[14]